# Лурия, Арон Павлович
Аро́н Па́влович (Хо́нон-Аро́н Ха́цкелевич) Лу́рия (также Аарон Павлович, Лурье и Лурья, псевдонимы — А. Ли́дский, А. Смирный, Б. Мурин, Невидимка; 1867, Лида, Виленская губерния — 27 ноября 1920, Симферополь) — русский революционер (социал-демократ), писатель, журналист и поэт.

## Биография
Родился в семье Хацкеля Зельмановича Лурии (1842, Жагоры — ?) и Буни Вульфовны Сольц (1842—1874), родом из Лиды. Учился в Пинском реальном училище и Харьковском технологическом институте. 
На взгляды Лурии оказал влияние Д. И. Писарев, он участвовал в народнических и марксистских кружках. В 1898 году был арестован по делу марксистской группы «Рабочее знамя». Дважды подвергался арестам и был выслан в Минусинск. Печатался в «Восходе», «Южных ведомостях», «Народном вестнике», «Русских ведомостях». Автор публицистических произведений, сатирических и лирических стихов. Один из основателей социал-демократического «Рабочего Знамени».
С 1905 года жил в Симферополе, где работал ответственным редактором ежедневной газеты «Южные ведомости» — органa Таврической губернской земской управы. Состоял членом попечительского совета городской Еврейской библиотеки-читальни Симферополя при Хоральной синагоге по Салгирной улице, работавшей под эгидой правления Общества пособия бедным евреям (среди членов совета был также и его брат Лев Павлович Лурия).
Арестован 16 ноября 1920 года особым отделом ВЧК 6-й армии, осуждён и расстрелян через 4 дня. Историк русской революции С. П. Мельгунов отмечает в книге «Красный террор в России (1918—1923)», что расстрелян большевиками Лурье был за участие в работе «Южных ведомостей».
Реабилитирован прокуратурой АРК 20 марта 1995 года.

## Семья
- Жена — Фрида Израилевна Берман (?—1919). Дочь — Генриетта Ароновна Хаевская (1901, Минусинск — 1980, Москва).
- Брат — Абрам Павлович (Хацкелевич) Лурье (Лурия, 1869[7]—1924), меньшевик, дед писателя Юрия Трифонова.
- Двоюродный брат — советский государственный и партийный деятель Арон Александрович Сольц.